# Call of Duty: Modern Warfare 3 (videojuego de 2023)
Call of Duty: Modern Warfare III, (Reboot o reinicio de saga; abreviado COD: MW III), es un videojuego de disparos en primera persona desarrollado por Sledgehammer Games y publicado por Activision. Es la vigésima entrega de la serie Call of Duty  y la tercera entrada de la subserie reiniciada de Modern Warfare, después de Call of Duty: Modern Warfare II (2022). El juego se lanzó el 10 de noviembre de 2023 para PlayStation 4, PlayStation 5, Windows, Xbox One y Xbox Series X/S.
Modern Warfare mantiene la ambientación realista y contemporánea característica de sus entregas anteriores. La narrativa sigue a la unidad multinacional de operaciones especiales Task Force 141, que persigue a Vladimir Makarov, un ultranacionalista y terrorista ficticio ruso que planea provocar una Tercera Guerra Mundial.
El modo multijugador incluye 16 mapas remasterizados de Modern Warfare 2 (2009), con al menos 12 mapas nuevos programados para ser añadidos tras el lanzamiento. Además, el juego incorpora un modo Zombies, desarrollado en colaboración con Treyarch, el estudio responsable de la subserie Black Ops, que ofrece una experiencia de jugador contra entorno en un mundo abierto.
Tras finalizar el desarrollo de Call of Duty: Vanguard (2021), el cual fue duramente criticado por la comunidad, Activision encargó a Sledgehammer Games el desarrollo de una expansión para Modern Warfare II, que posteriormente se convirtió en una versión completa e independiente de la saga Call of Duty. Tras una serie de filtraciones a principios y mediados de 2023, el juego se reveló oficialmente en agosto de 2023, con un evento de presentación y una versión beta pública en octubre. Tras su lanzamiento, Modern Warfare III recibió críticas mixtas, con algunas críticas por su campaña de corta duración. Se convirtió en el segundo título más vendido de 2023 en Estados Unidos, solo por detrás de Hogwarts Legacy.

## Jugabilidad
Modern Warfare III presenta una jugabilidad similar a la de Modern Warfare II y a otros títulos de la serie Call of Duty. Entre las mecánicas que regresan se encuentra el slide cancel. Según Activision, además de misiones lineales, la campaña del juego incluye "misiones de combate abiertas", lo que permite a los jugadores elegir libremente cómo abordar sus objetivos, incluso utilizando rachas de puntos del modo multijugador en estas mismas misiones.
En el modo multijugador están disponibles 16 mapas originales de Call of Duty: Modern Warfare 2 (2009). Mientras se espera en un lobby de emparejamiento, los jugadores pueden votar por el mapa de la siguiente partida. Por otro lado, se ha incrementado la salud de los jugadores para alargar el tiempo entre muertes. También se ha reintroducido el minimapa con "punto rojo", que permite ver a los enemigos en el radar cuando disparan sin silenciador. El juego incorpora un sistema de moderación impulsado por inteligencia artificial, que escucha las interacciones en tiempo real e informa automáticamente sobre comportamientos considerados tóxicos. Desde su lanzamiento, se han añadido al menos 12 mapas multijugador nuevos. Además, del 6 al 10 de octubre se lanzó una beta anticipada del modo multijugador para PlayStation.

## Campaña
La campaña comienza en un submarino, donde tres contratistas del Grupo Konni, equipados con trajes de buceo, se preparan para emerger. Al salir a la superficie, se dirigen al complejo penitenciario de Zordoya. Una vez dentro, avanzan sigilosamente hacia la celda número 627, eliminando a los guardias en el camino. Aunque sufren algunas bajas, logran llegar a la planta baja del complejo, donde encuentran la celda objetivo. Tras confirmar la identidad del prisionero, el Equipo Bravo abre la puerta y se revela que se trata de Vladimir Makarov.
El Equipo Alfa escolta a Makarov hasta el patio de la prisión, donde solicitan apoyo aéreo de Raptor para despejar el camino hacia el túnel de extracción. Sin embargo, un helicóptero de ataque bloquea la ruta, causando la muerte de Alpha-3 y obligando a modificar el plan. Finalmente, logran escapar con Makarov, junto al Equipo Bravo y el Equipo Charlie.
Ese mismo día, 10 de noviembre de 2023, el Task Force 141 se despliega en una misión desconocida. Laswell informa por radio a Price que Makarov ha escapado, lo que lleva a Price a ordenar el regreso inmediato a la base.
El Task Force 141 es enviado a una planta de energía nuclear en Urzikistán, tras detectar la presencia de fuerzas de Konni en el lugar. Soap y Gaz son asignados a asegurar el perímetro, mientras Price y Ghost realizan reconocimiento en el interior. Allí descubren que Konni intenta trasladar contenedores con gas sarín, un remanente del programa de Barkov. A pesar de los esfuerzos del equipo, Konni logra robar los químicos, y Price casi muere al intentar detenerlos.
Gracias a los rastreadores que Farah colocó en los misiles, Laswell localiza los contenedores en un complejo de búnkeres abandonados en Urzikistán. El Task Force organiza un ataque para evitar su lanzamiento. Price se une a Farah, mientras el resto del equipo limpia el complejo. Paralelamente, Laswell viaja a la base militar de Arklov, en Verdansk, para reunirse con un contacto que pueda ayudar en la búsqueda de Makarov. Aunque Price y Farah logran detener el lanzamiento de uno de los misiles, Ghost, Soap y Gaz fallan al interceptar los otros dos, que se dirigen a la base militar de Arklov. Ante esta situación, Price contacta a Laswell a ciegas, en un intento desesperado de detener la amenaza.
Laswell en la base Arklov, gracias a su contacto de nombre, Yuri, logra conseguir la información sobre las armas químicas que Barkov había estado produciendo, pero en ese momento, los misiles impactan la base y Laswell logra escapar a duras penas de la base, siendo extraída por Nikolai. Mientras los noticieros Rusos informan del ataque a la base con los misiles robados, Makarov hace destruir un avión de pasajeros de Kastovia, utilizando una bomba colocada sobre Samara, una excombatiente del ULF que viajaba a bordo. Para evitar una escalada de tensiones entre Oriente y Occidente, Farah y Alex eliminan rápidamente cualquier evidencia de participación del ULF en el lugar del accidente del avión en Urzikstan antes de que lleguen las autoridades locales, a pesar de los esfuerzos de Konni por evitarlo.
Después de la reunión con el General Shepherd, se forja una tregua temporal entre el Task Force 141 y la Compañía Shadow, mientras trabajan juntos para encontrar y matar a Makarov. Luego, Shepherd le da a Laswell información sobre la financiera de Makarov, Milena Romanova , que estaba ubicada en una isla remota con grandes fuerzas de seguridad protegiéndola. Posteriormente, Soap y Ghost se infiltran en la isla para interrogar a Milena y descubrir el próximo movimiento de Makarov. Ghost supervisa, mientras tanto Soap se abre paso entre los guardias de seguridad, y finalmente elimina el HVT con la clave FOB, lo que permite a Laswell acceder a la terminal que contenía información sobre las cuentas bancarias de Romanova y los diversos tratos que ocurrieron en ellas. 
Finalmente, Soap y Ghost llegan a la puerta de la oficina de Romanova, con la ayuda de Laswell, entran a la oficina de Romanova y comienzan a interrogarla, mediante el uso de un interrogatorio financiero, Romanova se quiebra y les dice la información que querían. Luego, Soap agradece a Romanova por la "buena charla", mientras él y Ghost salen de la oficina, Romanova los maldice. 
Tras la incursión en la isla y la información posterior recopilada durante el interrogatorio de Romanova, el Task Force 141 se entera de un puesto avanzado Konni recientemente establecido en San Petersburgo, lo que los lleva a atacarlo. Con Gaz realizando el asalto mientras Price le proporcionaba supervisión y apoyo de fuego. El asalto resulta ser un éxito, ya que los dos logran capturar a Andrei Nolan, la mano derecha de Makarov, y lo extraen con éxito.
Tras el interrogatorio de Nolan, El Task Force 141 se entera de que Makarov estaba transportando a alguien a un complejo penitenciario abandonado en Siberia, lo que los lleva a interceptar ese convoy antes de que pueda llegar a su destino. Soap, Price y Gaz se posicionan bajo el agua, mientras que Farah junto con el resto del Task Force 141 proporcionan supervisión. Cuando el convoy llega a la posición de la emboscada, el Task Force 141 ejecuta su plan y comienza a avanzar hacia el HVT. Finalmente, Soap, Price y Gaz aseguran el HVT y lo llevan a la superficie, donde descubren que la persona que transportaba Makarov no era otro que el General Shepherd, lo que enfurece a Price. Gaz luego le recuerda que están en un lugar expuesto y sugiere que se muevan a uno más cubierto.
Shepherd le asegura al Task Force 141 que tiene información clave sobre Makarov, pero solo la entregará si lo sacan de allí. A pesar de sus reservas, Price acepta. El equipo enfrenta una intensa batalla contra las fuerzas de Konni antes de llegar a la zona de extracción y abordar el helicóptero. Más tarde, llevan a Shepherd a un lugar aislado en Siberia, donde le exigen que enfrente las consecuencias y cuente toda la verdad al Congreso. Shepherd, aunque no le queda otra opción, acepta. Acto seguido, lo suben al helicóptero y dejan atrás Siberia.
Tras su regreso, Shepherd revela que Makarov quiere volar la presa de Gora para inundar Verdansk y matar a sus habitantes, y culpar a Farah y Occidente. Allí despliegan a Soap y Ghost para desarmar las bombas y evitar que ocurriera una catástrofe. A través de cuidadosas maniobras, Soap y Ghost logran desarmar todos los sitios de bombas en los alrededores y retirarlos, evitando que ocurra un desastre.
Luego, El Task Force 141 junto con la Fuerza de Liberación de Urzikstan y la Compañía Shadow atacan la Base de Operaciones Avanzada de Konni en Urzikstan, Pero casi al final del ataque, un helicóptero empieza a atacar la base y Shepherd cree que es Makarov, por lo que ordena a Shadow derribar el helicóptero; Shadow logra derribar el helicóptero, presuntamente matando a Makarov. El Task Force logra asegurar los productos químicos ubicados en uno de los hangares, pero cuando Price revisa los restos del helicóptero derribado, el cuerpo de Makarov no está, sin embargo, Shepherd aún creyendo que Makarov había muerto, ordena a Price y las demás unidades que se retiren. 
Después de resolver ambos problemas, Shepherd y Graves regresan a los Estados Unidos y testifican ante el Congreso sobre sus acciones, mientras se enfrentan entre sí durante el interrogatorio, Shepherd niega su responsabilidad de haber ordenado utilizar fuerza letal en Las Almas, México. Sin embargo, cuando el congresista pregunta a Graves si le ordenaron usar fuerza letal contra El Task Force 141, a lo que Graves responde que sí y revela que Shepherd fue quien dio la Orden, sin embargo, Graves niega haber obedecido esa orden. 
Mientras tanto, Laswell recibe información del MI6 de que Makarov y Konni están en Londres y también descubre que se están reuniendo con un hacker. Soap y Gaz se despliegan en el suelo, donde se mezclan para rastrear al hacker , mientras Ghost brinda ayuda desde los CCTV. Soap escucha la conversación y supo la ubicación del comprador. Luego, el Task Force 141 y la SFO se reúnen en un túnel abandonado en Amsley Street, luego el equipo abre una brecha y comenzó a limpiar el túnel, logrando matar al comprador y adquirir la unidad USB. 
A pesar de su esfuerzo, el virus se cargó en el sistema de trenes, lo que le otorgó a Konni la capacidad de controlar el tren, y el Task Force 141 también se entera de que Makarov planea destruir el Túnel del Canal. El Task Force 141 junto con la OFS se acercaron al Túnel del Canal. Luego se separan, con Gaz, Ghost, el líder de la SFO y la mitad de sus hombres tomando un lado y Price, Soap junto con el resto de los SFO tomando el otro. El túnel está atravesado por trenes mientras Konni se hace cargo de la red. Después de intensos tiroteos con Konni. Price y Soap encuentran una bomba custodiada por contratistas de Konni, el cual resulta ser una bomba sucia de C4 con polvo radioactivo y Price dice que si la bomba explota, destruirá el túnel y la explosión llegará hasta Europa. Mientras Soap trabaja en desarmar la bomba, más contratistas de Konni los atacan, Price junto con la SFO proporcionaron cobertura para Soap, luego Price solicita que Gaz y Ghost los reforzaran. 
Después de proporcionar el logotipo de fabricación y el número de serie a Soap, Price estaba a punto de desactivar la bomba, pero de repente, llega Makarov y sus hombres, ya que les habían preparado una emboscada. Vladimir le dispara a Price y a Soap, provocando que queden inmóviles en el suelo, Vladimir se para en frente de Price y le dice "Nunca entierres a tus enemigos", mientras le apunta con una pistola, pero Soap se levanta y lo apuñala en el hombro. Vladimir luego le tuerce el Brazo, Price trata de detenerlo, Pero Makarov le da una patada a Price en la cara, tirándolo nuevamente al suelo y luego le dispara a Soap en la cabeza matándolo la instante, mientras Price grita de angustia. Gaz y Ghost llegaron con refuerzos y respondieron al fuego, lo que obligó a Makarov a huir. Gaz y Price lograron desarmar la bomba mientras miran a Soap muerto. 
Después de la Muerte y Cremación de Soap, Laswell encubre todo el incidente del túnel. Luego, Ghost, Gaz y Price se dirigen a un acantilado en Escocia donde Ghost esparce sus restos en dirección al acantilado y Gaz y Price se quedan en silencio para mostrar su respeto a Soap, Después de haber esparcido los restos, Ghost, Gaz y Price se retiran del Acantilado 
En una escena, Shepherd Regresa a su oficina en el Pentágono para trabajar, cuando aparece Price de las sombras en un rincón de la oficina, y Shepherd pronto se dio cuenta de que Laswell había dejado entrar a Price. Shepherd busca una pistola debajo del escritorio, pero Price lo detiene, pues llevaba su propia pistola con silenciador. Shepherd intenta decirle a Price que él era mejor que esto y que el trabajo consistía en "hacer sacrificios por un bien mayor", a lo que Price estuvo de acuerdo. Shepherd señala que Price tenía su propio recuento de cadáveres y que volvería eso en su contra, mientras Price le apunta con el arma a la cabeza. Shepherd declara desafiante que no le rogaría por su vida a Price ni a nadie más, a lo que Price responde "No haría ninguna diferencia" y luego le dispara a Shepherd en la cabeza, matándolo y deja su cuerpo en su escritorio.

## Zombis
En 2021, el traficante de armas Viktor Zakhaev lidera un asalto a las fuerzas policiales en Zaravan, Urzikstan, con la ayuda de Jack Fletcher y su PMC, Terminus Outcomes. Después de matar a varios oficiales, Zakhaev y Fletcher irrumpen en el nivel subterráneo de un hotel cercano, donde recuperan dos viales llenos de una sustancia de origen extra dimensional, llamada "Aetherium". Mientras Zakhaev y Fletcher se preparan para escapar, se enfrentan a refuerzos policiales que matan a la mayoría de sus hombres. Zakhaev arroja uno de los viales a los oficiales antes de huir del área con Fletcher en un vehículo blindado; la explosión resultante aturde a la policía y transforma a los muertos en zombis. Semanas más tarde, como parte de la Operación Deadbolt, un plan de contingencia de la CIA creado para combatir y contener la amenaza de los no-muertos, Laswell y el SSO Selma Greene envían a Soap y al excapitán de los Spetsnaz, Sergei Ravenov, junto con un equipo de ataque de operadores de élite, para evaluar la situación. situación y garantizar que nada pueda escapar de la zona de exclusión de Zaravan .
Poco después de establecer su punto de apoyo, Deadbolt encuentra un mensaje cifrado de la doctora Ava Jansen, una física que se especializa en la investigación de Aetherium. Jansen, que anteriormente fue empleada de Zakhaev, solicita la ayuda de Deadbolt para sacarla de Zaravan. El equipo de ataque Deadbolt está desplegado para ayudarla a escapar. Al regresar a Deadbolt HQ, Jansen es interrogado por Greene, Soap y Ravenov. El primero afirma que Zakhaev actualmente posee Aetherium apto para armas, y solo ella sabe cómo detenerlo. Greene acepta la oferta de Jansen y asigna al equipo de ataque la tarea de ayudarla a construir un dispositivo Neutralizador de Aetherium, que es capaz de desestabilizar los cristales de Aetherium dentro de su radio de explosión. Aunque la primera prueba con cristales de Aetherium en bruto fue exitosa, Jansen señala que Zakhaev logró refinar su Aetherium, lo que requiere que se actualice el Neutralizador antes de que pueda desplegarse contra Terminus. Ella propone que adquieran datos de investigación del difunto científico Oskar Strauss, ex líder del grupo de trabajo clasificado Requiem, para mejorar el Neutralizador. El equipo de ataque lanza un asalto a una fortaleza de Terminus en Zaravan y mata a su comandante "Legacy" Baranov, que estaba en posesión de los datos de investigación de Strauss.
Con el Neutralizador completo y listo para usar contra Zakhaev, Deadbolt se despliega en la planta de refinación Aetherium de Zakhaev y se prepara para activar el Neutralizador, pero enfrenta la oposición de las fuerzas de Terminus, así como de una gigantesca criatura gusano Dark Aether, Orcus. Después de una larga batalla, Jansen corre hacia el Neutralizador y lo activa, matando a Orcus y desestabilizando el frasco de Zakhaev. Aparece un vórtice de Dark Aether, absorbiendo todo a su paso y obligando a Fletcher a huir de la planta con Zakhaev. El vórtice eleva a Jansen en el aire y una entidad aparece ante ella exigiendo entrada. Jansen grita y se desmaya, flotando hacia el suelo mientras el vórtice se cierra. Ravenov rápidamente se apresura a ayudar a Jansen mientras abre los ojos, revelando un breve brillo de color púrpura oscuro. Posteriormente, el piloto del dron Deadbolt, Lucas "Luke" Dobbs, le informa a Ravenov que, aunque la activación inicial del Neutralizador fue un éxito, los contactos de Dark Aether están comenzando a reaparecer en Zaravan, junto con un pico de energía que aparece en la zona de "alta amenaza".
Tras no poder derrotar a Deadbolt, Zakhaev se retira de Zaravan, dejando que Terminus Outcomes opere de forma independiente. Mientras tanto, poco después del incidente con el Neutralizador, el equipo de ataque Deadbolt es desplegado en Zaravan una vez más para investigar una nueva anomalía. Descubren un portal de grieta que los lleva a la dimensión Dark Aether. Después de un breve encuentro con la misma entidad que Jansen conoció anteriormente, el equipo se escapa de la dimensión. De vuelta en Deadbolt HQ, Jansen sufre una alucinación mientras investiga sobre un proyecto respaldado por Requiem, cuyo nombre en código es "Janus", y todos los individuos involucrados, incluidos los antiguos líderes de Requiem y la exagente del BNDSamantha Maxis, quien aparentemente se había sacrificado en 1985 para contener una poderosa entidad de Dark Aether, conocida como "los Renegados". 
Algún tiempo después, aparece una segunda grieta en Zaravan, y entran el equipo de ataque, Ravenov, y las fuerzas opuestas de Terminus lideradas por Fletcher. En el interior, las fuerzas de Terminus y Deadbolt se ven obligadas a trabajar juntas para sobrevivir. Encuentran partes del Neutralizador de Jansen que quedaron después de su activación y las usan para abrir una grieta y regresar a casa. Fletcher traiciona a sus soldados y permite que se conviertan en zombis para facilitar su propia fuga. Ravenov y el equipo de ataque despejan la zona y también logran marcharse. Mientras atiende sus heridas, Ravenov se enfrenta a Jansen, quien le exige que explique su afiliación con Requiem. Ravenov le dice a Jansen que Requiem intentó, pero fracasó, rescatar a Maxis del Dark Aether después de su sacrificio, y promete contarle más sobre Requiem después de lidiar con el brote de Zaravan. Cuando Jansen se va, Ravenov comenta en privado que sus padres estarían orgullosos de ella.

## Recepción
Call of Duty: MWIII fue el juego peor valorado de la saga según el agregador de reseñas Metacritic. Las reseñas previas al lanzamiento de la campaña fueron negativas y los críticos destacaron su carácter "superficial, breve y apresurado". IGN le dio a la campaña un 4/10. 
Tras el lanzamiento oficial del juego, recibió "críticas mixtas o promedio" de los críticos, según  Metacriticcon un 13% de los críticos recomendando el juego en el agregador OpenCritic. Es la entrega principal de Call of Duty con la calificación más baja en Metacritic. 
Bleacher Report calificó la campaña de "decepcionante", pero elogió los aspectos técnicos como "de primera categoría". Tanto The Guardian como Windows Central le dieron al juego una calificación de 4 sobre 5 estrellas y elogiaron particularmente el componente multijugador, y este último afirmó que "ejecuta perfectamente la combinación de mapas antiguos con una jugabilidad moderna". 

### Ventas
En el Reino Unido, Modern Warfare III encabezó las listas de ventas para el mes de noviembre de 2023. Sin embargo, se informó que las cifras de ventas fueron alrededor de un 38% inferiores a las cifras de Modern Warfare II durante las primeras tres semanas de su lanzamiento.En los Estados Unidos, Modern Warfare III fue el segundo juego más vendido en general de 2023, detrás de Hogwarts Legacy.  En Japón, la versión para PlayStation 5 de Modern Warfare III fue el cuarto juego minorista más vendido durante su primera semana de lanzamiento, con 22.132 copias físicas vendidas. 

## Propaganda y Mercadotecnia
El 7 de agosto de 2023, se publicó un avance que confirma el título del juego; también, Activision creó un número de teléfono que se compartió a través de las redes sociales. Este número de teléfono comenzaría a enviar mensajes anónimos a los participantes, como avances o, si enviabas mensajes en clave, enviaba pequeños teasers. El 17 de agosto de 2023, tuvo lugar una revelación completa dentro de un evento de Call of Duty: Warzone 2.0 y concluyó con un avance de revelación. También se abrieron pedidos anticipados, y los jugadores pudieron jugar la campaña hasta una semana antes, así como obtener acceso a nuevos aspectos de operador y una versión beta abierta para el modo multijugador.
Modern Warfare III se lanzó el 10 de noviembre de 2023 para PlayStation 4, PlayStation 5, Windows, Xbox One y Xbox Series X/SAl igual que Modern Warfare II, la campaña se lanzó en acceso anticipado para todos los pedidos anticipados digitales, a partir del 2 de noviembre.  En julio de 2024, Modern Warfare III se puso a disposición de los suscriptores de Xbox Game Pass. Además, Microsoft llevará Modern Warfare III a Xbox Cloud Gaming a partir del 25 de octubre de 2024 para los miembros de Game Pass Ultimate. 